# Disterigma empetrifolium
Disterigma empetrifolium är en ljungväxtart som först beskrevs av Carl Sigismund Kunth, och fick sitt nu gällande namn av Niedenzu och Carl Georg Oscar Drude. Disterigma empetrifolium ingår i släktet Disterigma och familjen ljungväxter. Inga underarter finns listade i Catalogue of Life.